# Stoevți, Gabrovo
Stoevți (în bulgară Стоевци) este un sat în comuna Gabrovo, regiunea Gabrovo,  Bulgaria. 

## Demografie
Componența etnică a satului Stoevți
     Bulgari (97,75%)
     Nicio identificare (2,24%)
     Altele (0%)
La recensământul din 2011, populația satului Stoevți era de 89 locuitori. Din punct de vedere etnic, majoritatea locuitorilor (97,75%) erau bulgari. Pentru 2,24% din locuitori nu este cunoscută apartenența etnică.